# Ola Hellström
Olof (Ola) Jonsson Hellström, född 5 februari 1873 i Färlöv, Kristianstads län, död 1 augusti 1900 i Göteborg, var en svensk dekorationsmålare.
Han var son till drängen Jöns Persson och Catharina Gummesdotter samt från 1898 gift med Alma Hildegard Neuman. Hellström utbildade sig vid Slöjdföreningens skola i Göteborg och var efter studierna verksam som dekorationsmålare i Göteborg. Han ansågs av sin samtid som en utmärkt skicklig och mycket lofvande målare. Hans produktion av staffli konst är mycket begränsad och består till största delen av landskapsmåleri. 